# RCW Tag Team Championship
L'RCW Tag Team Championship è l'alloro di coppia della Real Championship Wrestling (RCW).

## Albo d'oro
| Wrestlers                               | Regno | Data            | Luogo     | Note |
| --------------------------------------- | ----- | --------------- | --------- | --- |
| Briscoe Brothers Mark & Jay Briscoe     | 1     | 3 ottobre 2009  | Baltimora | Sconfiggendo Ruckus & Sabian, Delirious & Frightmare e Devon Moore e Drew Blood in un Fatal 4-Way Tag Team Match. |
| Notorious Inc. Devon Moore & Drew Blood | 1     | 1º maggio 2010  | Baltimore | Sconfiggendo i Briscoe Brothers e Ruckus & Sabian in un Triple Treath Tag Team Match.                             |
| The Osirian Portal Amasis & Ophidian    | 1     | 4 dicembre 2010 | Baltimore | Sconfiggendo Devon Moore e il sostituto di Blood, Adam Cole.                                                      |
| Titoli vacanti quando Amasis si ritirò. |       |                 |           | |
| The Runaways Joe Gacy & Ryan Slater     | 1     | 25 marzo 2012   | Canton    | Sconfiggendo Alex Payne & Niles Young.                                                                            |